# Associatie van schaduwkruiskruid en tere woudbraam
De associatie van schaduwkruiskruid en tere woudbraam (Senecioni ovati-Rubetum iuvenis) is een associatie uit het verbond van wijfjesvaren en framboos (Athyrio-Rubion idaei).

## Naamgeving en codering
| Senecioni-Rubetum ignorati H.E.Weber 1986 |

- Syntaxoncode voor Nederland (rVvN): r40Bb01

De wetenschappelijke naam Senecioni ovati-Rubetum iuvenis is afgeleid van de botanische namen van twee diagnostische plantensoorten binnen de associatie. Dit zijn respectievelijk schaduwkruiskruid (Senecio ovatus) en tere woudbraam (Rubus iuvenis).

## Fysiognomie
De associatie vormt knie- tot heuphoge loofstruwelen die worden gedomineerd door halfstruikvormende, kruipende bramen. Daarboven is een ijlere struiklaag aanwezig waarin loofstruiken en jonge loofbomen uitsteken, vooral hazelaar, sporkehout, trosvlier en es. Vaak treedt de associatie op als mantelvegetatie.

## Ecologie
De associatie van schaduwkruiskruid en tere woudbraam is een aan bosgebieden gebonden, pionierachtig struweel. Het gaat om ruwweg mesotrofe, zwak zure standplaatsen op vochthoudende leembodems.

## Subassociaties
Binnen de associatie van schaduwkruiskruid en tere woudbraam worden in Nederland drie subassociaties onderscheiden.

### Subassociatie met grote brandnetel
Een subassociatie met grote brandnetel (Senecioni-Rubetum urticetosum) is de meest eutrafente subassociatie. Differentiërende taxa zijn: grote brandnetel, gewone vlier, knieviltbraam, haagbeuk, kleefkruid, gewone esdoorn, hop, gewone hennepnetel en kropaar.

### Typische subassociatie
De typische subassociatie (Senecioni-Rubetum typicum) is negatief gekarakteriseerd en relatief soortenarm. Gemeenschappelijk met de subassociatie met grote brandnetel zijn trosvlier en schaduwkruiskruid.

### Subassociatie met pluisjesmos
Een subassociatie met pluisjesmos (Senecioni-Rubetum dicranelletosum) bezet de standplaatsen met de laagste trofiegraad en laagste pH. Het komt doorgaans voor op kapvlakten op basenarm leem en zand. Differentiërende soorten zijn gewoon pluisjesmos, groot rimpelmos, gesnaveld klauwtjesmos. Zwak differentiërend zijn verder biezenknoppen, klein springzaad en pilzegge.

## Diagnostische taxa
In de onderstaande synoptische tabel staan de belangrijkste diagnostische taxa voor de associatie van schaduwkruiskruid en tere woudbraam.
Kruidlaag
| Diagnostiek   | Triviale naam | Botanische naam   | Opmerking |
| ------------- | ------------- | ----------------- | --------- |
| ordekentaxa   | trosvlier     | Sambucus racemosa |           |
| klassekentaxa | hazelaar      | Corylus avellana  |           |
| klassekentaxa | gewone vlier  | Sambucus nigra    |           |

Kruidlaag
| Diagnostiek       | Triviale naam       | Botanische naam       | Opmerking |
| ----------------- | ------------------- | --------------------- | --------- |
| associatiekentaxa | tere woudbraam      | Rubus iuvenis         |           |
| associatiekentaxa | nimfwoudbraam       | Rubus oreades         |           |
| associatiekentaxa | rode borstelbraam   | Rubus rosaceus        |           |
| associatiekentaxa | kale woudbraam      | Rubus picearum        |           |
| verbondskentaxa   | framboos            | Rubus idaeus          |           |
| verbondskentaxa   | sierlijke woudbraam | Rubus nigricans       |           |
| verbondskentaxa   | wijfjesvaren        | Athyrium filix-femina |           |
| verbondskentaxa   | schaduwkruiskruid   | Senecio ovatus        |           |
| klassekentaxa     | bolle haarbraam     | Rubus macrophyllus    |           |